# ガッラ・プラキディア廟堂

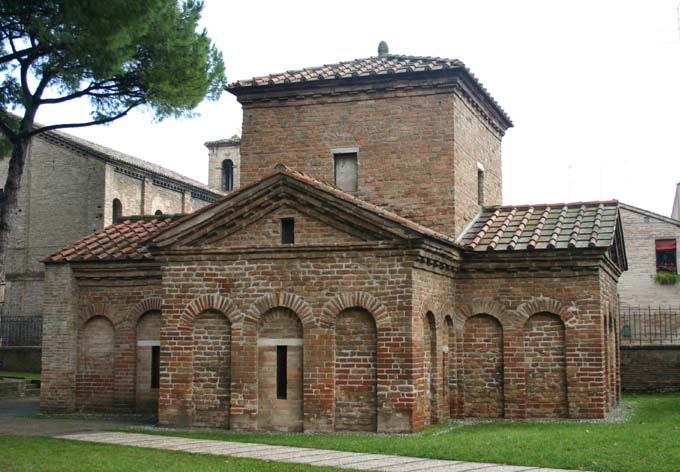
ガッラ・プラキディア霊廟

ガッラ・プラキディア廟堂（Mausoleo di Galla Placidia, イタリア語発音ではガッラ・プラチーディア）は、イタリアのラヴェンナにある末期ローマ建築の霊廟。
今日ではサン・ヴィターレ聖堂に隣接するため、それに付属しているように見えるが、本来はサンタ・クローチェ教会堂の付属建築物として5世紀に建設されたものである。9世紀までにはすでにガッラ・プラキディアの埋葬所と伝えられており、3つの石棺が安置されてはいるが、最初から埋葬所として建設されたかは不明である。
ラヴェンナの初期キリスト教建築は一般に3期に分けられるが、ガッラ・プラキディア廟堂は、西ローマ帝国の首都がこの街に移転した時期から東ゴート王国建国までの第1期に建設されたものである。

## 歴史
ガッラ・プラキディア廟堂は、5世紀にテオドシウス1世の娘であるガッラ・プラキディアにより、キリストの聖遺物である十字架を納めたサンタ・クローチェ聖堂の付属建築物として建てられた。建設目的は前述のとおり分かっていないが、モザイク画から推測すると、聖ウィンケンティウスの信仰に対する記念礼拝堂であった可能性が高い。霊廟であることが正しければ、床面が創建当時から1.4m以上持ち上げられているため、埋葬の痕跡が遺っているかもしれないが、詳しい発掘はされていない。
今日残っている石棺は4世紀と5世紀のもので、ガッラ・プラキディアの親族のものであるとされている。一つの柩にはガッラの夫で421年に皇帝になるも同年に死去した コンスタンティウス3世が、他の柩にはガッラの異母兄でコンスタンティウスを皇帝に就位させ、423年に死去した ホノリウスが埋葬されていたと思われる。

## 構造
末期ローマ建築であるこの霊廟は、簡素な煉瓦造である。本来は、サンタ・クローチェ聖堂のナルテクス（廊下状の前室）左右に付帯する同形建築物の片割れであった。しかし、後の道路敷設のためにナルテクスと反対側の建築物は取り壊され、現在はあたかもサン・ヴィターレ聖堂の敷地になったかのように思われる場所に、なんとなく寂しげに建っている。十字型の平面は、長辺が約12.5m、短辺が約10.25mである。

## 装飾

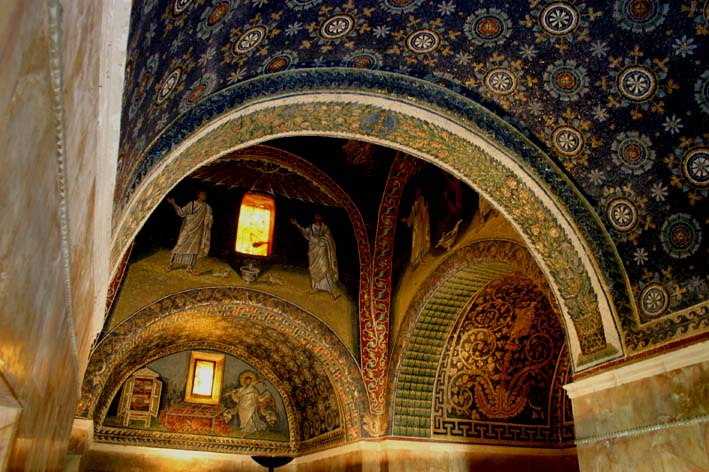
内部装飾

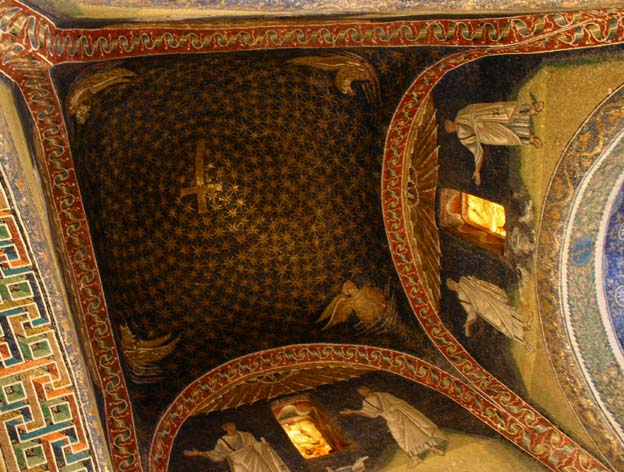
ドーム見上げ

壁面は後年に補完された大理石に覆われているが、天井ヴォールト部分には美しいモザイク画が残る。これは部分的に修復されているものの、かなり良好な状態で残っており、画題は創建当時からほとんど変わっていないと考えられている。
入り口正面の半円形の壁面には、書物と十字架を持ったヒスパニア（スペイン）の殉教者聖ウィンケンティウスと4つの福音書を収蔵した棚、そして聖人が殉教した焼き格子が画かれている。この聖人像はローマの殉教者聖ラウレンティウスとされていたが、近年の研究によりウィンケンティウスであることが証明された。反対側、つまり入り口上部の壁面には十字架を持つキリストと羊の群れが見られる。これらに垂直に交差する部分の壁面には、アカンサスの葉に包まれ泉の水を飲む鹿が画かれているが、これは詩編の42を表現するものであろう。すなわち、その冒頭の「鹿が涸れ谷で水をあえぎ求めるように／神よ、私の魂はあなたをあえぎ求める」（聖書協会共同訳）を踏まえ、鹿は真理の泉によってのどの渇きを癒す魂を表わしている
。
十字平面の4つの腕にあたるヴォールト天井にはメダイヨンや人物像を囲むように蔓模様を配する。
中央部の天井には、星がちりばめられた濃紺の天空の中心に黄金十字架が輝き、その4方には4人の福音記者をも表すセラフィムが画かれている。四辺のアーチは赤で縁取られ、その下の壁面には小窓と泉を飲む鳩を囲んで2組ずつの4人の聖人像が画かれている。彼らが誰であるかについては分かっていない。泉の傍にいる鳩と水を飲む鳩は、ヨハネによる福音書4章13‐14節「イエスは答えて言われた。『この水を飲む者は誰でもまた渇く。しかし、私が与える水を飲む者は決して渇かない。私が与える水はその人の内で泉となり、永遠の命に至る水が湧き出る。』」（聖書協会共同訳）を連想させる。4人の人物は鍵を左手に持つ聖ペテロと他の使徒であろう。
ドイツの作家ハンス・カロッサは1938‐42年執筆、47年刊行の『イタリア紀行』（『イタリアの手記』とも）（Aufzeichnungen aus Italien; Inselverlag）において「彼女（ガッラ・プラキディア）は晩年この場所で内省の極めて静かな時間を過した」（Sie hat als Alternde in diesem Raum die stillsten Stunden der Einkehr verbracht）と記している。